# 青木輝成
青木 輝成（あおき てるしげ、1978年10月29日 - ）は、大阪府出身の日本のアイスホッケー選手。ポジションはゴールテンダー。

## 来歴
高校時代に釧路国体に出場、栃木代表に敗れた。
高校を卒業後、HC日光アイスバックスに加入、2シーズン目の1998年10月30日、雪印相手に初勝利をあげた。
2019年現在、札幌アイスホッケークラブに所属している。